# Karcze (województwo podlaskie)
Karcze – kolonia w Polsce położona w województwie podlaskim, w powiecie sokólskim, w gminie Sokółka.
W latach 1975–1998 miejscowość administracyjnie należała do województwa białostockiego.
Wierni kościoła rzymskokatolickiego należą do parafii św. Antoniego Padewskiego w Sokółce.
Składowisko odpadów w Karczach stanowi zagrożenie bezpieczeństwa ekologicznego Wzgórz Sokólskich.